# Jordi Grau
Jordi Grau Sogas (* 31. Juli 1981 in Barcelona) ist ein ehemaliger spanischer Radrennfahrer.
Jordi Grau begann seine Karriere 2005 bei dem portugiesischen Radsport-Team L.A. Aluminios-Liberty Seguros. In seinem zweiten Jahr gewann er die dritte Etappe beim Grande Prémio CTT Correios de Portugal und entschied auch die Gesamtwertung für sich. Bei der Subida al Naranco 2007 belegte Grau den elften Platz und in der Gesamtwertung der Asturien-Rundfahrt war es der 14. Rang.

## Palmarès
2006
- Gesamtwertung und eine Etappe Grand Prix CTT Correios de Portugal

## Teams
- 2005 L.A. Aluminios-Liberty Seguros
- 2006 L.A. Aluminios-Liberty Seguros
- 2007 Liberty Seguros Continental

| Personendaten    | Personendaten                          |
| ---------------- | -------------------------------------- |
| NAME             | Grau, Jordi                            |
| ALTERNATIVNAMEN  | Grau Sogas, Jordi (vollständiger Name) |
| KURZBESCHREIBUNG | spanischer Radrennfahrer               |
| GEBURTSDATUM     | 31. Juli 1981                          |
| GEBURTSORT       | Barcelona                              |